# Natalie Krill

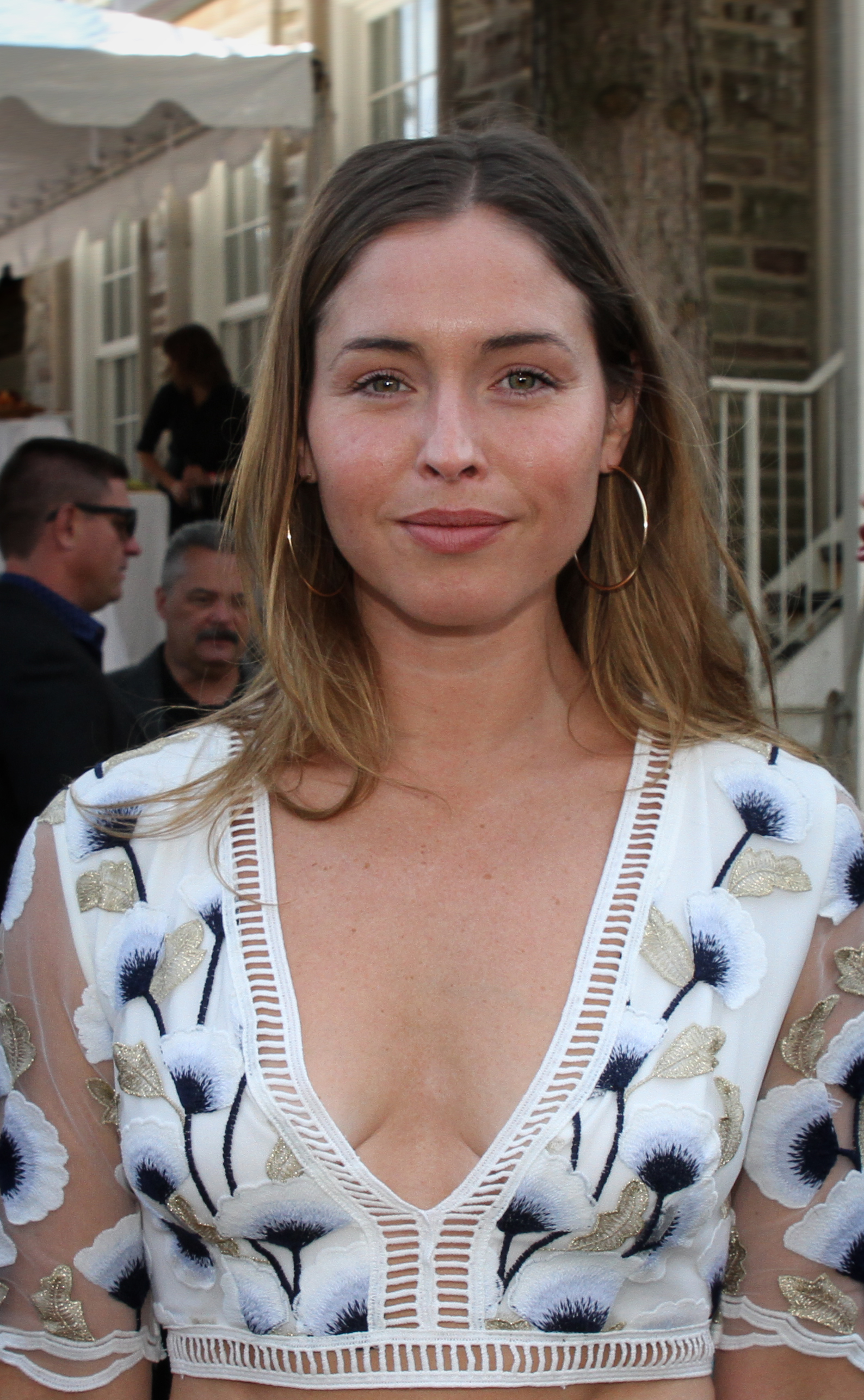
Natalie Krill (2017)

Natalie Krill (* 4. Februar 1983 in Saskatchewan) ist eine kanadische Schauspielerin.

## Leben
Krill wurde in einer Kleinstadt im kanadischen Saskatchewan geboren und wuchs dort auf. Sie hat estnische Vorfahren. Ab ihrem sechsten Lebensjahr begann sie mit dem Tanzen, außerdem wirkte sie in ersten Bühnenstücken mit. Ihre Mutter unterstützte sie dabei. Mit 18 Jahren zog sie nach Toronto und begann dort in verschiedenen Theaterproduktionen mitzuwirken.
Mit Mitte 20 begann sie kleinere Charakterrollen in den Spielfilmen Zwexies – Die Zwillingshexen und Die Hollywood-Verschwörung zu übernehmen. 2008 war sie in insgesamt zehn Episoden der Fernsehserie M.V.P. in der Rolle der Molly McBride zu sehen. In den nächsten Jahren folgten Episodenrollen in Fernsehserien wie Covert Affairs, Warehouse 13, Rookie Blue, Suits oder Seed. Zwischen 2014 und 2016 übernahm sie größere Serienrollen in The Listener – Hellhörig, elf Episoden als Alex Kendrick, Remedy, vier Episoden als Natasha oder in The Next Step, 29 Episoden als Phoebe. 2016 übernahm sie im Spielfilm Below Her Mouth eine der weiblichen Hauptrollen neben Erika Linder, der auf dem Toronto International Film Festival aufgeführt wurde. Da es in dem Film zur expliziten Darstellung von Geschlechtsverkehr zwischen ihr und Linder kommt, wurde sie zu einer vermeintlichen Homosexualität befragt, worauf sie antwortete: „Personally, I’m open. Like I don’t feel the need to label myself and I believe love is love.“ (Ich persönlich bin offen. Als hätte ich nicht das Bedürfnis, mich selbst zu kennzeichnen, und ich glaube, Liebe ist Liebe.)

## Filmografie
- 2005: Zwexies – Die Zwillingshexen (Twitches) (Fernsehfilm)
- 2006: Die Hollywood-Verschwörung (Hollywoodland)
- 2008: M.V.P. (Fernsehserie, 10 Episoden)
- 2009: The Jazzman
- 2010: Turn the Beat Around (Fernsehfilm)
- 2010: Covert Affairs (Fernsehserie, Episode 1x01)
- 2010: Warehouse 13 (Fernsehserie, Episode 2x04)
- 2010: Rookie Blue (Fernsehserie, 3 Episoden)
- 2010: Casino Jack
- 2010: The Ron James Show (Fernsehserie, Episode 2x01)
- 2011: Good Dog (Fernsehserie, Episode 1x04)
- 2011: Santa … verzweifelt gesucht (Desperately Seeking Santa) (Fernsehfilm)
- 2011: Wishing Well (Fernsehfilm)
- 2012: Sunshine Sketches of a Little Town (Fernsehfilm)
- 2012: Suits (Fernsehserie, Episode 2x01)
- 2012: Saving Hope (Fernsehserie, Episode 1x08)
- 2013:  Born to Dance – Zwei Herzen. Ein Beat. (Make Your Move)
- 2014: Satisfaction (Fernsehserie, Episode 1x09)
- 2014: Seed (Fernsehserie, Episode 2x02)
- 2014: Call It Blue (Kurzfilm)
- 2014: The Listener – Hellhörig (The Listener) (Fernsehserie, 11 Episoden)
- 2014–2015: Remedy (Fernsehserie, 4 Episoden)
- 2014–2016: The Next Step (Fernsehserie, 29 Episoden)
- 2015: After the Ball
- 2015: Man Seeking Woman (Fernsehserie, Episode 1x09)
- 2015: Orphan Black (Fernsehserie, 2 Episoden)
- 2015: Riftworld Chronicles (Mini-Serie, 8 Episoden)
- 2015: Remember
- 2016: Houdini & Doyle (Mini-Serie, Episode 1x09)
- 2016: Wynonna Earp (Fernsehserie, 4 Episoden)
- 2016: Beauty and the Beast (Fernsehserie, Episode 4x06)
- 2016: Below Her Mouth
- 2016: Deadly Inferno (Fernsehfilm)
- 2016: Coming In (Fernsehserie, 7 Episoden)
- 2017: Ransom (Fernsehserie, Episode 1x04)
- 2017: Molly’s Game – Alles auf eine Karte (Molly’s Game)
- 2017: The Girlfriend Experience (Fernsehserie, Episode 2x05)
- 2018: Workin’ Moms (Fernsehserie, 3 Episoden)
- 2018: Good Witch (Fernsehserie, Episode 4x06)
- 2018: SuperGrid – Road to Death (2020) (SuperGrid)
- 2019: We Had It Coming